# Kagebo Feng
Kagebo Feng (kinesiska: 卡格博峰) är en bergstopp i Kina. Den ligger i provinsen Yunnan, i den sydvästra delen av landet, omkring 550 kilometer nordväst om provinshuvudstaden Kunming. Toppen på Kagebo Feng är 6 740 meter över havet.
Kagebo Feng är den högsta punkten i trakten. Runt Kagebo Feng är det mycket glesbefolkat, med 7 invånare per kvadratkilometer. Det finns inga samhällen i närheten. Trakten runt Kagebo Feng består i huvudsak av gräsmarker.
Genomsnittlig årsnederbörd är 898 millimeter. Den regnigaste månaden är juli, med i genomsnitt 208 mm nederbörd, och den torraste är november, med 6 mm nederbörd.